# Nokia Lumia 925
Nokia Lumia 925 — смартфон на Windows Phone 8. Официально представлен в Лондоне 14 мая 2013 года.

## Особенности
Аппарат оснащен технологией PureView, оптикой Carl Zeiss, оптической стабилизацией изображения, благодаря которой пользователь сможет делать отличные фотографии и видео в условиях тряски, а также светодиодной вспышкой. Помимо отличной камеры, модель также может похвастаться тремя встроенными микрофонами, позволяющими записывать аудио превосходного качества даже в шумных условиях. На лицевой стороне Nokia Lumia 925 расположился 4,5-дюймовый AMOLED-дисплей со стеклом Gorilla Glass 2. Безусловно, в наличии эксклюзивные сервисы Nokia: HERE Suite, HERE Maps, HERE Drive+ и HERE City Lens. Смартфон Lumia 925 появится в продаже в июне 2013 года. В зависимости от страны Nokia Lumia 925 будет оснащаться модемами HSPA+ или LTE. Для американского рынка 3 днями ранее (14 мая 2013 года) была представлена аналогичная по характеристикам модель Nokia Lumia 928 толще и тяжелее, также в которой 32 Гб памяти и есть поддержка Qi.

## Аппаратная часть

### Корпус
Задняя крышка из поликарбоната, впервые в семействе Lumia сочетается с алюминиевой боковой рамкой.

### Процессор, память
Смартфон оснащен двухъядерным процессором Qualcomm Snapdragon MSM8960 с частотой 1,5 Ггц и графическим процессором Qualcomm Adreno 225, объём встроенной оперативной памяти равен 1 Гб. Объём встроенной памяти составляет 16 Гб. Слот для карт памяти отсутствует.

### Экран
В Nokia Lumia 925 установлен 4,5-дюймовый экран с разрешением 1280x768 и соотношением сторон 15:9. В отличие от Lumia 920, экран не IPS, а AMOLED, в который встроена функция «PureMotion HD+». Эта технология позволяет достигать скорости перехода пикселя в 9мс, против 23 мс в экране с обычным IPS-жидкокристаллическим дисплеем. Также в экране присутствует поляризационный слой ClearBlack, что позволяет избежать выцветания экрана на солнце. Экран защищён стеклом Gorilla Glass 2.0.

### Связь
Nokia Lumia 925 поддерживает 4G в сети оператора Verizon. Имеется NFC, Bluetooth 4.0 и Wi-Fi 802.11 a/b/g/n, поддержка DLNA. Также есть разъём USB v2.0. Телефон может выступать в качестве роутера с помощью функции «Общий интернет» (Wi-Fi HotSpot).

### Индукционная зарядка, питание
В отличие от американского варианта, в Nokia Lumia 925 нет индукционной зарядки, чтобы ею пользоваться, придется купить специальную заднюю крышку.

## Операционная система
В Nokia Lumia 925 установлена ОС Windows Phone 8. Как и в других телефонах Lumia, в ней предустановлены многие эксклюзивные приложения от Nokia.

## Отличия от Nokia Lumia 920
• AMOLED-дисплей вместо LCD IPS.
• Вместо пяти — шесть линз
• Микрофоны записывают звук громкостью до 140 децибел без искажений.
• Вес: 139 граммов против 185 грамм (Lumia 920).
• Чёрный, серый и белый цвета корпуса вместо яркой палитры.

## Комплект поставки
В комплект входит:
- Nokia Lumia 925,
- Зарядное устройство Nokia AC-50 с разъемом micro-USB,
- Кабель для зарядки и передачи данных Nokia CA-190CD,
- Гарнитура Nokia WH-208,
- Краткое руководство,
- Ключ SIM Door для доступа к разъёму SIM-карты.

## Разновидности
В зависимости от страны имеются некоторые разновидности.
| Модель        | RM-892                                                          | RM-893                                                             | RM-910                                                             |
| ------------- | --------------------------------------------------------------- | ------------------------------------------------------------------ | ------------------------------------------------------------------ |
| Страны        | Международный                                                   | США                                                                | Азия                                                               |
| Операторы     | Международный                                                   | T-Mobile                                                           | China Mobile и China Unicom                                        |
| 2G            | Четырёхдиапазонные (Quad Band) GSM/EDGE (850/900/1800/1900 МГц) | Четырёхдиапазонные (Quad Band) GSM/EDGE (850/900/1800/1900 МГц)    | Четырёхдиапазонные (Quad Band) GSM/EDGE (850/900/1800/1900 МГц)    |
| 3G            | Четырёхдиапазонный HSPA+ 1, 2, 5/6, 8 (850/900/1900/2100 МГц)   | Пятидиапазонный (HSPA+ 1, 2, 4, 5/6, 8 (850/900/AWS/1900/2100 МГц) | Пятидиапазонный (HSPA+ 1, 2, 4, 5/6, 8 (850/900/AWS/1900/2100 МГц) |
| 4G            | Пятидиапазонный LTE 1, 3, 7, 8, 20 (2100/1800/2600/900/800 МГц) | Четырёхдиапазонный LTE 2, 4, 5, 17 (700/850/1700/1900 МГц)         | No                                                                 |
| Макс.скорость | LTE: 100 Mbit/s                                                 | LTE: 100 Mbit/s                                                    | HSPA+: 21 Mbit/s                                                   |